# DEGEN

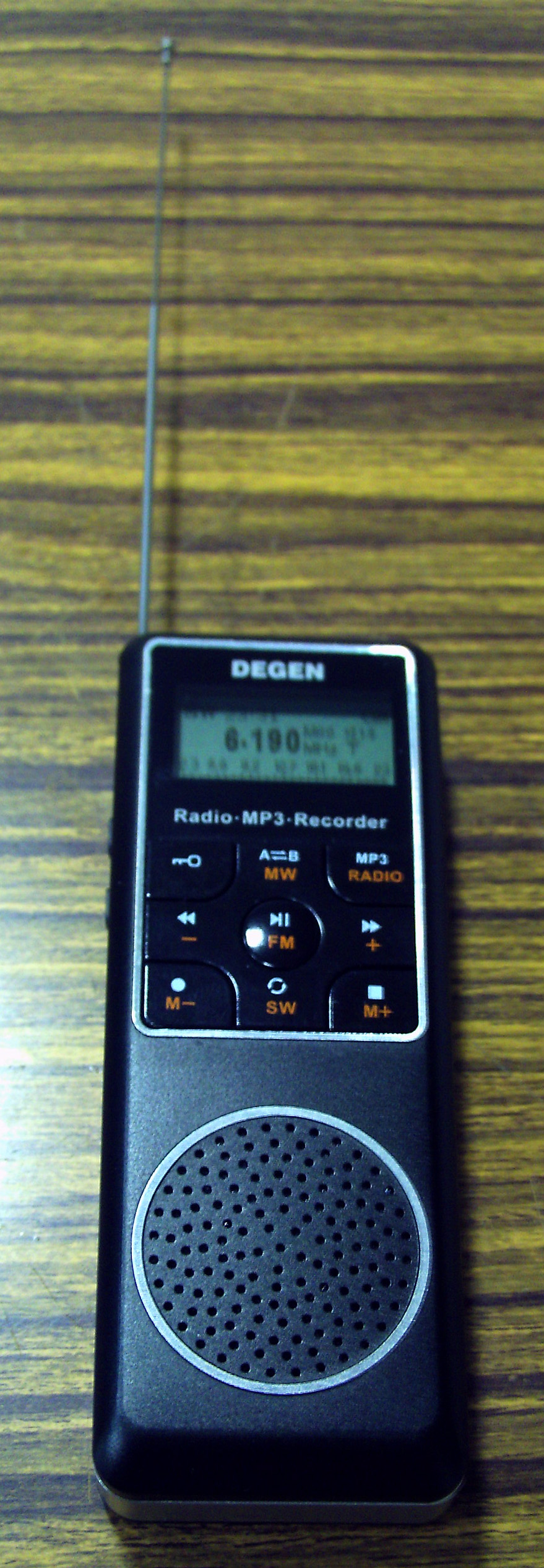
DEGEN ICレコーダー・MP3プレイヤー付きポケットサイズマルチバンドレシーバー・DE1127

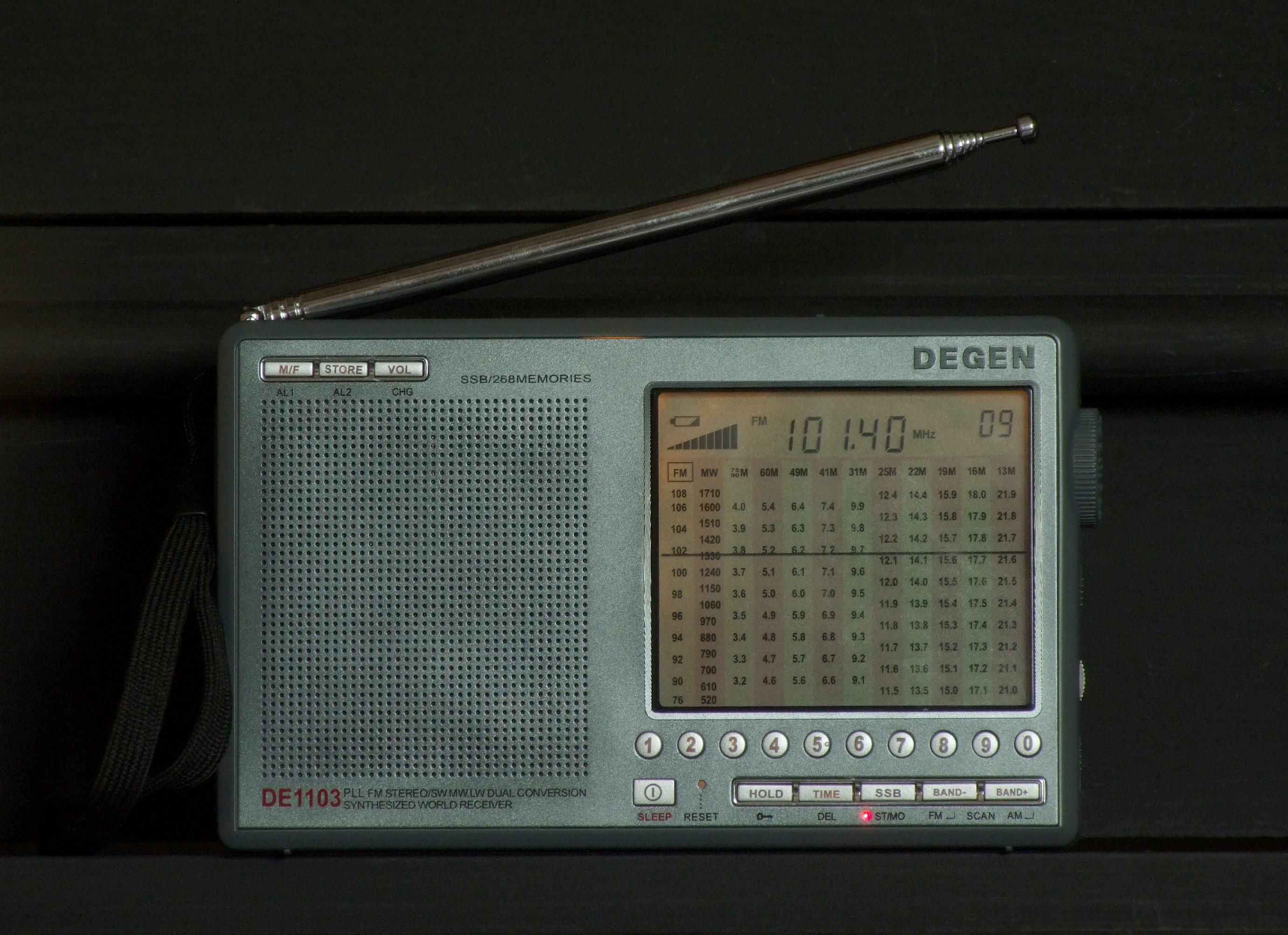
DEGENマルチバンドレシーバー・DE1103

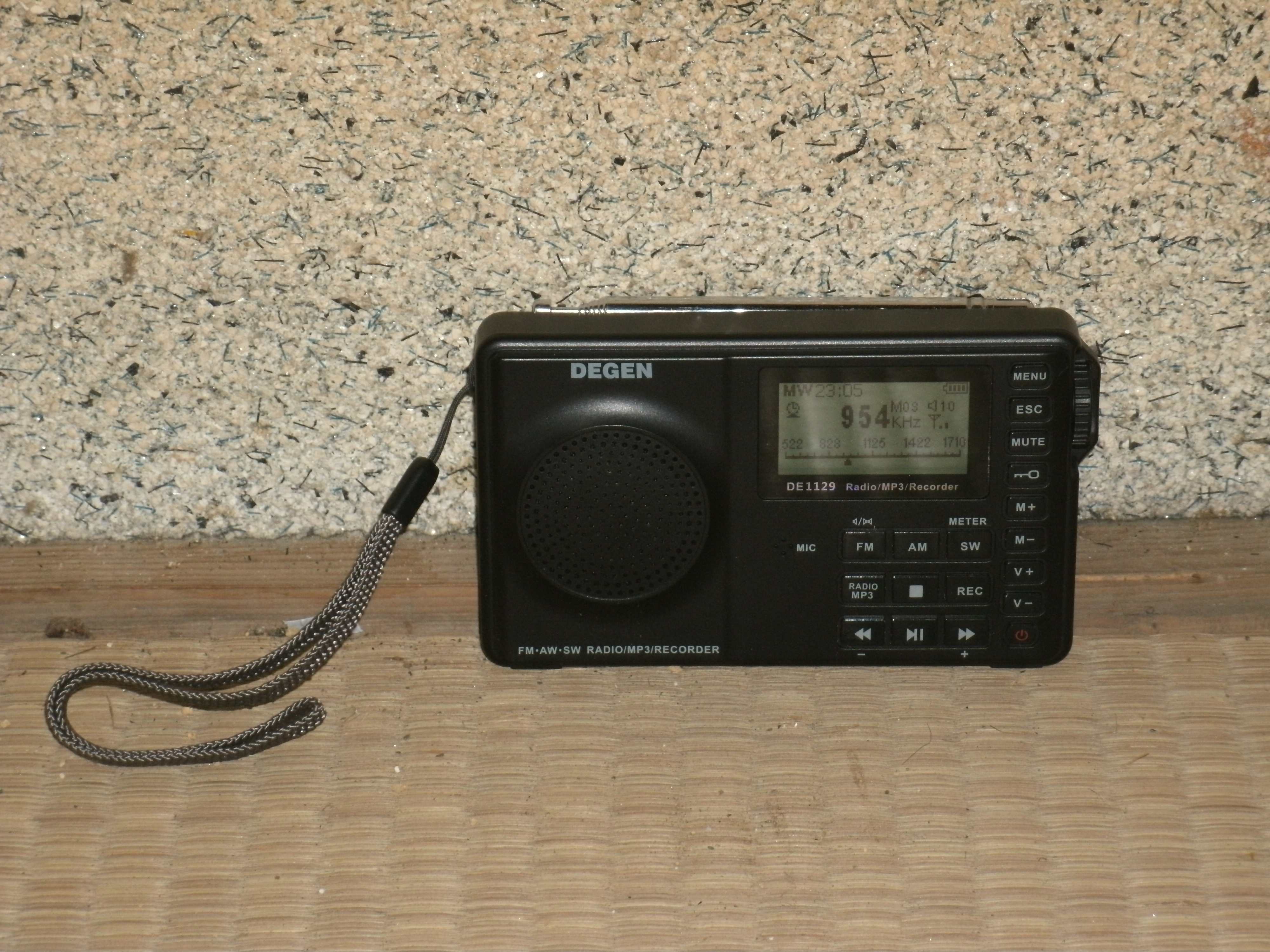
DEGEN ICレコーダー・MP3プレイヤー付きマルチバンドレシーバー・DE1129

DEGEN（デゲン 正式社名:深圳市德劲电子有限公司）は中華人民共和国広東省深圳市にあるデジタル家電メーカーである。

## 概要
1995年、深圳市でデジタル家電やパーソナルコンピュータの周辺機器の製造・販売を行うことを目的に設立され、主にデジタルオーディオプレーヤー（MP3）や、マルチバンドラジオ、ボイスコーダーの製造・販売でシェアーを誇っており、日本にも主に中小のホームセンターなどニッチ産業や、秋葉原、大阪・日本橋等の電気街、通信販売を中心に輸出されている。